# Grand prix du manga
Le grand prix du manga, ou Manga Taishō (マンガ大賞, Manga Taishō), est un prix créé en 2008 récompensant chaque année un manga relativement récent. Le jury, composé principalement de libraires, nomme au mois de janvier une liste de mangas en cours de publication l'année précédente et dont le nombre de volumes est inférieur à huit. Le lauréat est annoncé lors d'une cérémonie ayant lieu fin mars, environ 2 mois après les sélections.

## Historique
Le premier grand prix du manga est attribué fin mars 2008. Cette récompense a été créée grâce à Hisanori Yoshida (ja), présentateur sur la chaîne japonaise Nippon Broadcasting System (ja), même s'il est seulement membre de la direction et non président de l'organisation.
Le jury se compose d'environ 75 personnes choisies par des professionnels et comporte des personnes en contact direct avec les lecteurs japonais. Les mangakas ou les éditeurs n'ont pas le droit de voter pour ne pas créer des votes faussés par des intérêts commerciaux. Les membres du jury choisissent dans un premier temps un maximum de cinq titres, dont le nombre de tomes sortis est inférieur à huit lors de l'année précédente, afin de créer la liste des sélectionnés. Ensuite, parmi ces sélectionnés, chaque membre du jury choisit trois titres classés par ordre de préférence, afin de donner entre un et trois points aux mangas de son choix. C'est finalement le manga qui reçoit le plus de points qui gagne le prix,.

## Palmarès
| Année | Gagnant                                                       | Nommés | Notes                                                     |
| ----- | ------------------------------------------------------------- | --- | --------------------------------------------------------- |
| 2008  | Vertical, de Shinichi Ishizuka                                | - 2e : Yotsuba & !, de Kiyohiko Azuma - 3e : Kamakura Diary, de Akimi Yoshida - 4e : Flower of Life, de Fumi Yoshinaga - 5e : Sawako, de Karuho Shiina - 6e : Le Pavillon des hommes, de Fumi Yoshinaga - 7e : Kōkoku no shugosha, de Daisuke Satō et Yu Ito - 8e : Tomehane! Suzuri Kōkō Shodōbu, de Katsutoshi Kawai - 9e : Moyasimon, de Masayuki Ishikawa - 10e : Le Pacte des Yōkai, de Yuki Midorikawa - 11e : Himawari: Kenichi Legend, de Akiko Higashimura - 12e : What Did You Eat Yesterday ?, de Fumi Yoshinaga | Pour la première édition, douze mangas sont sélectionnés. |
| 2009  | Chihayafuru, de Yuki Suetsugu                                 | - 2e : Space Brothers, de Chūya Koyama - 3e : March Comes in like a Lion, de Chika Umino - 4e : La Cantine de minuit, de Yarō Abe - 5e : Seishun Shōnen Magazine 1978-1983, de Makoto Kobayashi - 6e : Les Vacances de Jésus et Bouddha, de Hikaru Nakamura - 7e : Tomehane! Suzuri Kōkō Shodōbu, de Katsutoshi Kawai - 8e : Mama ha Tenparist, de Akiko Higashimura - 9e : Toriko, de Mitsutoshi Shimabukuro - 10e : Yondemasu yo, Azazel-san., de Kubo Yasuhisa | Pour la deuxième édition, dix mangas sont proposés.       |
| 2010  | Thermae Romae, de Mari Yamazaki                               | - 2e : Space Brothers, de Chūya Koyama - 3e : Bakuman., de Tsugumi Ohba et Takeshi Obata - 4e : I Am a Hero, de Kengo Hanazawa - 5e : Otoko no Isshō, de Keiko Nishi - 6e : Mushi to Uta: Ichikawa Haruko Sakuhin-Shū, de Haruko Ichikawa - 7e : Princess Jellyfish, de Akiko Higashimura - 8e : Moteki (en), de Mitsurō Kubo - 9e : Kōkō Kyūji Zawa-san, de Eriko Mishima - 10e : Aoi Honoo, de Kazuhiko Shimamoto | Pour la troisième édition, dix mangas sont proposés.      |
| 2011  | March Comes in like a Lion, de Chika Umino                    | - 2e : Bride Stories, de Kaoru Mori - 3e : I Am a Hero, de Kengo Hanazawa - 4e : Hana no Zubora-Meshi, de Masayuki Kusumi et Etsuko Mizusawa - 5e : Heartbroken Chocolatier, de Setona Mizushiro - 6e : Sayonara mo Iwazu ni, de Kentarō Ueno - 7e : L'Attaque des Titans, de Hajime Isayama - 8e : Kokkoku, de Seita Horio - 9e : Mashiro no oto, de Marimo Ragawa - 10e : Drifters, de Kouta Hirano - 11e : Don't Cry Girl, de Tomoko Yamashita - 12e : Omoni Naitemasu, de Akiko Higashimura - 13e : Saru, de Daisuke Igarashi                                                                                               | Pour la quatrième édition, treize mangas sont proposés.   |
| 2012  | Silver Spoon de Hiromu Arakawa                                | - 2e : Giga Tokyo Toybox, de UME - 3e : Nobunaga Concerto, de Ayumi Ishii - 4e : Le Rakugo ou la vie, de Haruko Kumota - 5e : 25-ji no Bakansu, de Haruko Ichikawa - 6e : Drifters, de Kouta Hirano - 7e : Gurazeni, de Yūji Moritaka et Keiji Adachi - 8e : I Am a Hero, de Kengo Hanazawa - 9e : Getenrou, de Masakazu Ishiguro - 10e : Takasugi-san-chi no O-Bentou, de Nozomi Yanahara - 11e : Hibi Rock, de Katsumasa Enokiya - 12e : Les Fleurs du mal, de Shūzō Oshimi - 13e : Your Lie in April, de Naoshi Arakawa - 14e : Hôzuki le stoïque, de Natsumi Eguchi - 15e : Séki, mon voisin de classe, de Takuma Morishige | Pour la cinquième édition, quinze mangas sont proposés.   |
| 2013  | Kamakura Diary de Akimi Yoshida                               | - 2e : Bride Stories, de Kaoru Mori - 3e : Welcome to the Ballroom, de Tomo Takeuchi - 4e : Hi Score Girl, de Rensuke Oshikiri - 5e : Mon histoire, de Kazune Kawahara et Aruko - 6e : Assassination Classroom, de Yusei Matsui - 7e : Kui Ryōko Sakuhin-shū: Seven Little Sons of the Dragon, de Ryōko Kui - 8e : Ningen Karimen-chū, de Taeko Uzugi - 9e : Terra Formars, de Yū Sasuga et Kenichi Tachibana - 10e : Sanzoku Diary, de Kentarō Okamoto - 11e : Bokura no Funka-sai, de Keigo Shinzō | Pour la sixième édition, onze mangas sont proposés.       |
| 2014  | Bride Stories de Kaoru Mori                                   | - 2e : Erased, de Kei Sanbe - 3e : Sayonara Tama-chan, de Kazuyoshi Takeda - 4e : Seven Deadly Sins, de Nakaba Suzuki - 5e : Hikidashi ni Terrarium, de Ryôko Kui - 6e : Jûhan Shuttai!, de Naoko Matsuda - 7e : One Punch Man, de ONE et Yûsuke Murata - 8e : Ajin, de Gamon Sakurai et Tsuina Miura - 9e : Ashizuri Suizokukan, de Panpanya - 10e : Sakamoto, pour vous servir !, de Nami Sano | Pour la septième édition, dix mangas sont proposés.       |
| 2015  | Trait pour trait: dessine et tais-toi ! de Akiko Higashimura, | - 2e : Kodomo wa wakatte agenai, de Rettou Tajima - 3e : A Silent Voice, de Yoshitoki Ōima - 4e : Erased, de Kei Sanbe - 5e : Blue Giant, de Shinichi Ishizuka - 6e : Welcome to the Ballroom, de Tomo Takeuchi - 7e : Innocent, de Shin'ichi Sakamoto - 8e : My Hero Academia, de Kōhei Horikoshi - 9e : Ōsama-tachi no Viking, de Sadayasu et Makoto Fukami - 10e : Kasane, de Daruma Matsuura - 11e : Gekkan Shōjo Nozaki-kun, de Izumi Tsubaki - 12e : The Ancient Magus Bride, de Kore Yamazaki - 13e : L'Ère des Cristaux, de Haruko Ichikawa - 14e : Dimitri Tomkins, de Fumiko Takano                                   | Pour la huitième édition, quatorze mangas sont proposés.  |
| 2016  | Golden Kamui de Satoru Noda                                   | - 2e : Gloutons et Dragons, de Ryōko Kui - 3e : Blue Giant, de Shinichi Ishizuka - 4e : Erased, de Kei Sanbe - 5e : Dédale, de Takamichi - 6e : Born to Be On Air!, d'Hiroaki Samura - 7e : Koi wa ameagari no yō ni, de Jun Mayuzuki - 8e : Machida-kun no sekai, de Yuki Andô - 9e : Tokyo Tarareba Girls d'Akiko Higashimura - 10e : Okazaki ni Sasagu, de Saho Yamamoto - 11e : Tonkatsu DJ Agetarō, de Yujiro Koyama et Ipyao | Pour la neuvième édition, onze mangas sont proposés.      |
| 2017  | Hibiki : Shōsetsuka ni naru hōhō de Mitsuharu Yanagimoto      | - 2e : Kin no kuni mizu no kuni, de Nao Iwamoto - 3e : Gloutons et Dragons, de Ryōko Kui - 4e : Ao Ashi, de Yûgo Kobayashi - 5e : Born to Be On Air!, de Hiroaki Samura - 6e : The Promised Neverland, de Posuka Demizu et Kaiu Shirai - 7e : Golden Gold, de Seita Horio - 8e : Fire Punch, de Tatsuki Fujimoto - 9e : Hi Score Girl, de Rensuke Oshikiri - 10e : Quand Takagi me taquine, de Sōichirō Yamamoto - 11e : Watashi no shōnen, de Hitomi Takano - 12e : Tokyo Tarareba Girls, de Akiko Higashimura - 13e : Kūtei Dragons, de Taku Kuwabara                                                                         | Pour la dixième édition, treize mangas sont proposés.     |
| 2018  | Beastars, de Paru Itagaki,                                    | - 2e : Warera Contactee, de Rui Morita - 3e : Nagi no Oitama, de Misato Konari - 4e : Gloutons et Dragons, de Ryōko Kui - 5e : To Your Eternity, de Yoshitoki Ōima - 6e : Shine, de Kotoba Inoya - 7e : L'Atelier des sorciers, de Kamome Shirahama - 8e : Made in Abyss, de Akihito Tsukushi - 9e : Eizôken !! Pas touche à nos animés !, de Sumito Ōwara - 10e : Eiga Daisuki Pompo-san, de Shogo Sugitani - 11e : The Promised Neverland, de Posuka Demizu et Kaiu Shirai - 12e : Golden Gold, de Seita Horio | Pour la onzième édition, douze mangas sont proposés.      |
| 2019  | Astra - Lost in space, de Kenta Shinohara                     | - 2e : Mystery to Iunakare, de Yumi Tamura - 3e : Blue Period, de Tsubasa Yamaguchi - 4e : Ikoku Nikki, de Tomoko Yamashita - 5e : Sazan to Suisei no Shōjo, de Yuriko Akase - 6e : Hokuhokusei ni Kumo to Ike, de Aki Irie - 7e : Kongōji-san wa Mendōkusai, de Minoru Toyoda - 8e : BL Métamorphose, de Kaori Tsurutani - 9e : Minuscule, de Takuto Kashiki - 10e : Nagi no Oitoma, de Misato Konari - 11e : Gloutons et Dragons, de Ryōko Kui - 12e : Golden Gold, de Seita Horio - 13e : 1122, de Peko Watanabe | Pour la douzième édition, 13 mangas sont proposés.        |
| 2020  | Blue Period, de Tsubasa Yamaguchi                             | - 2e : SPY×FAMILY, de Tatsuya Endō - 3e : Skip and Loafer, de Misaki Takamatsu - 4e : Born to Be On Air!, de Hiroaki Samura - 5e : Mizu wa Umi ni Mukatte Nagareru, de Rettō Tajima - 6e : Mystery to Iu Nakare, de Yumi Tamura - 7e : Captived by you, de Yama Wayama - 8e : Chainsaw Man, de Tatsuki Fujimoto - 9e : Maku Musubi, de Shin Hotani - 10e : Ikoku Nikki, de Tomoko Yamashita - 11e : The Dangers in My Heart, de Norio Sakurai - 12e : Ashita Shinu ni wa, de Sumako Kari | Pour la treizième édition, 12 mangas sont proposés.       |
| 2021  | Frieren, de Yamada Kanehito et Abe Tsukasa                    | - 2e : Chi: Chikyū no Undō ni Tsuite, de Uoto - 3e : Let's Go Karaoke !, de Yama Wayama - 4e : Mizu wa Umi ni Mukatte Nagareru, de Rettō Tajima - 5e : Oshi no ko, de Aka Akasaka et Mengo Yokoyari - 6e : Kaiju No. 8, de Naoya Matsumoto - 7e : Hoshi dans le jardin des filles, de Yama Wayama - 8e : BL Métamorphose, de Kaori Tsurutani - 9e : Kowloon Generic Romance, de Jun Mayuzuki - 10e : SPY×FAMILY, de Tatsuya Endō | Pour la quatorzième édition, 10 mangas sont proposés.     |
| 2022  | Darwin's Incident, de Shun Umezawa                            | - 2e : Look Back, de Tatsuki Fujimoto - 3e : Hirayasumi, de Keigo Shinzō - 4e : Hoshi dans le jardin des filles, de Yama Wayama - 5e : Chi: Chikyū no Undō ni Tsuite, de Uoto - 6e : Trillion Game, de Riichirō Inagaki et Ryōichi Ikegami - 7e : Dandadan, de Yukinobu Tatsu - 8e : Oshi no ko, de Aka Akasaka et Mengo Yokoyari - 9e : Umi ga Hashiru Endroll, de John Tarachine - 10e : Jitenshaya-san no Takahashi-kun, de Arare Matsumushi | Pour la quinzième édition, 10 mangas sont proposés.       |
| 2023  | Kore kaite shine, de Minoru Toyoda                            | - 2e : Akane-banashi, de Yūki Suenaga et Takamasa Moue - 3e : Hoshi dans le jardin des filles, de Yama Wayama - 3e : Seihantai na kimi to boku, de Kōcha Agasawa - 5e : Nippon Sangoku, de Ikka Matsuki - 5e : Jaadugar, de Tomato Soup - 7e : Adieu Eri, de Tatsuki Fujimoto - 8e : Super no ura de yani sū futari, de Jinushi - 9e : Gekiko Kamen, de Takayuki Yamaguchi - 10e : Le Péché originel de Takopi, de Taizan 5 - 11e : The Summer Hikaru Died, de Mokumokuren | Pour la seizième édition, 11 mangas sont proposés.        |
| 2024  | Kimi to uchū o aruku tame ni, de Inuhiko Doronoda             | - 2e : Tsugai - Daemons of the Shadow Realm, de Hiromu Arakawa - 3e : Kanda Gokura-chō shokunin-banashi, de Akihito Sakaue - 4e : Heiwa no kuni no Shimazaki e, de Gōden Hamada et Takeshi Seshimo - 5e : Daiyamondo no kōzai, de Ōhashi Hirai - 6e : Jaadugar, de Tomato Soup - 7e : Seihantai na kimi to boku, de Kōcha Agasawa - 8e : Hirayasumi, de Keigo Shinzō - 9e : Tamaki to Amane, de Fumi Yoshinaga - 10e : Fami-res Iko, de Yama Wayama | Pour la dix-septième édition, 10 mangas sont proposés.    |